# Culex ybarmis
Culex ybarmis är en tvåvingeart som beskrevs av Dyar 1920. Culex ybarmis ingår i släktet Culex och familjen stickmyggor. Inga underarter finns listade i Catalogue of Life.